# 刚毛赤瓟
刚毛赤瓟（学名：Thladiantha setispina）是葫芦科赤瓟属的植物，是中国的特有植物。分布于中国大陆的西藏、四川等地，生长于海拔3,000米的地区，常生长在山坡林中及路旁，目前尚未由人工引种栽培。

## 别名
西藏赤瓟（西藏植物志）